# Dĩnh Khảo Thúc
Dĩnh Khảo Thúc (chữ Hán: 颖考叔; ? - 712 TCN) là quan Đại phu nước Trịnh, ông là một trong những người có những đóng góp to lớn cho sự nghiệp xưng bá của Trịnh Trang công đầu thời Xuân Thu.

## Khuyên Trịnh Trang công giữ đạo hiếu với mẹ
Trịnh Trang công hận mẹ mình là Vũ Khương làm nội ứng cho Cơ Đoàn hòng mưu chuyện lật đổ mình nên đã đày mẹ mình đến đất Dĩnh (颍地) và thề rằng chỉ gặp lại khi xuống suối vàng. Dĩnh Khảo Thúc vốn là một người chí hiếu, nghe tin Trịnh Trang công đem mẹ đi an trí thì ông cảm thấy không hài lòng, liền vào cung và nói với Trịnh Trang công rằng:
"Dù người mẹ có tội lỗi nhiều đến đâu thì phận làm con cũng không nên bất hiếu. Chúa công làm vậy thì thật là trái đạo quá!"
Dĩnh Khảo Thúc bèn nghĩ ra một kế, ông liền bắt con chim cú đem vào dâng cho Trịnh Trang công. Trịnh Trang công liền hỏi là chim gì thì ông liền trả lời:
"Tâu Chúa công, đây là giống chim cú. Giống chim này ban ngày dẫu một vật lớn như trái núi vẫn không trông thấy, còn ban đêm dẫu vật nhỏ bằng sợi tóc cũng thấy rõ. Thật là một giống vật chỉ thấy được những việc nhỏ nhặt mà không thấy được đại sự. Hơn nữa, lúc còn nhỏ chim mẹ kiếm mồi cho ăn, lúc lớn lên nó không biết gì đến chim mẹ nữa, thật là một giống chim bất hiếu, nên tôi bắt nó để ăn thịt."
Trịnh Trang công nghe nói vậy thì liền lặng thinh. Chợt lúc đó có người đem thịt dê đến cho vua nhắm rượu. Trịnh Trang công liền cắt một miếng ban cho Dĩnh Khảo Thúc. Nhận được miếng thịt, Dĩnh Khảo Thúc liền chọn những chỗ ngon nhất cắt thành từng phần rồi gói lại trong túi vải. Trịnh Trang công thấy lạ liền hỏi:
"Khanh để dành chi vậy?"
Dĩnh Khảo Thúc tâu:
"Tâu Chúa công, mẹ tôi đã già mà trong nhà lại nghèo khó, ít bao giờ được ăn miếng ngon vật lạ. Nay được Chúa công ban thưởng, nếu không dành cho mẹ tôi thì coi sao đặng."
Trịnh trang công nói:
"Khanh thật là một người con chí hiếu. Tiếc rằng Quả nhân không thể bằng khanh được."
Dĩnh Khảo Thúc giả bộ ngơ ngác, hỏi:
"Quốc mẫu vẫn được mạnh giỏi cớ sao Chúa công lại tỏ ý buồn bã?"
Trịnh Trang công đem câu chuyện Cung thúc Đoàn bội phản và đày Khương thị ra đất Dĩnh. Nay hối hận, nhưng vì đã lỡ thề nên không biết làm sao để có thể gặp được mẹ. Dĩnh Khảo Thúc nghe xong liền tâu:
"Thúc Đoàn đã chết và tình cốt nhục chia lìa, nay chỉ còn Quốc mẫu mà Chúa công lại bỏ bê phụng dưỡng e lỗi đạo làm con. Nếu Chúa công đã lỡ thề thì tôi xin dâng kế có thể trông thấy mặt mẹ mà khỏi phạm lời thề đó."
Trịnh trang công mừng rỡ hỏi:
"Khanh có kế gì hãy giúp Quả nhân."
Dĩnh Khảo Thúc liền hiến kế:
"Chúa công truyền hãy sai người đào đất đến chỗ có suối chảy, rồi làm một cái nhà dưới hầm mà rước Quồc mẫu đến đó, xem như đó là chốn suối vàng. Làm như vậy sẽ không trái lời thề của Chúa công."
Trịnh Trang công liền làm theo, bèn sai Dĩnh Khảo Thúc đem năm trăm tráng dân khoẻ mạnh đến Khúc Vị (曲洧); đào một cái hầm, dưới núi Ngưu Tì, sâu hơn mười trượng và làm một ngôi nhà gác trên mặt suối và đặt thang dài. Dĩnh Khảo Thúc bái mạng, trước tiên trở về đất Dĩnh yết kiến Khương thị vã nói rõ lòng hối hận của Trịnh Trang công. Sau đó, mới đến Ngưu Tì lo việc đào suối. Chẳng bao lâu công việc hoàn thành. Dĩnh Khảo Thúc liền đưa Khương thị đến Ngưu Tì và viết biểu dâng cho Trịnh Trang công haỵ. Trịnh Trang công đến nơi thấy mẹ, vội sụp lạy, nói:
"Ngụ Sinh bất hiếu, xin mẫu hậu dung tha"
Khương thị buồn vui lẫn lộn, ứa nước mắt, nói:
"Đó là lỗi của mẹ con đâu có tội gì."
Nói xong, bà đỡ Trịnh Trang công dậy. Hai mẹ con ôm nhau khóc sướt mướt. Trịnh Trang công cõng mẹ lên thang rồi đưa về cung. Người nước Trịnh trông thấy, ai nấy đều khen vua là người chí hiếu. Trịnh Trang công cảm ơn Dĩnh Khảo Thúc, phong cho ông làm quan Đại phu, cùng với Công Tôn Át (公孙阏) quản việc binh.

## Góp công giúp Trịnh Trang công thành bá chư hầu
Trịnh Trang công nối chức cha được làm khanh sĩ trong triều đình nhà Chu, thường tỏ ra chuyên quyền lấn át Chu Bình vương mà Bình vương không làm gì được. Sau Bình vương qua đời, Chu Hoàn vương lên nối ngôi. Hoàn vương lên ngôi, nghĩ đến việc cha mình làm con tin ở nước Trịnh rồi về sau sinh buồn bã mà chết, lại thấy Trịnh trang công ra oai ra quyền ở trong triều nên có ý muốn lấy chức khanh sĩ của Trịnh Trang công giao lại cho Quắc công Kỵ Phủ (虢公忌父), bèn hỏi ý kiến của Chu công Hắc Kiên (周公黑肩). Hắc Kiên liền bẩm tấu rằng những gì Trịnh Trang công làm hiện giờ không phải biểu hiện của một thần tử phò trợ nhà Chu, nhưng vì nước Trịnh và nước Tần ngày trước có công giúp nhà Chu dời đô sang Lạc Ấp nên nếu phế bỏ Trịnh Trang công thì sợ mất lòng nước Trịnh nên ông khuyên Chu Hoàn vương hãy suy xét lại. Nhưng Chu Hoàn vương vẫn nhất quyết phế bỏ Trịnh Trang công. Hôm sau lâm triều liền nói rõ ý của mình, Trịnh Trang công biết Chu Hoàn vương đuổi khéo mình nên tỏ ra bực dọc.
Lúc về nước Trịnh, Trịnh Trang công đem chuyện Chu Hoàn vương đuổi khéo mình kể cho quần thần nghe, ai nấy cũng đều bất bình. Quan đại phu Cao Cừ Di liền khuyên Trịnh Trang công mang quân tiến vào kinh đô nhà Chu và phế Chu Hoàn vương để lập một vị vua khác. Dĩnh Khảo Thúc liền can:
"Không nên thế! Đạo vua tôi như tình mẹ con. Chúa công đã không thù mẹ thì sao lại thù vua được! Chúa công nên kiên nhẫn ít lâu đợi cho Hoàn vương hối hận mà trọng dụng, nếu nóng nảy e người ngoài nhìn vào lại bảo nước Trịnh ta bất nghĩa."
Tề Túc thấy Cao Cừ Di lẫn Dĩnh Khảo Thúc đều có ý đúng nên đưa ra một ý kiến khác dung hòa hơn là đầu tiên đem binh sang đất nhà Chu lấy cớ mất mùa và qua gặt lúa để dò xét thái độ của Chu Hoàn vương. Nếu Chu Hoàn vương trách phạt thì nước Trịnh sẽ đem binh đến vấn tội còn không thì Trịnh Trang công sẽ vào triều yết kiến Chu Hoàn vương. Trịnh Trang công cho kế đó là phải, liền sai người đến đất Ôn cắt lúa, Ôn đại phu trông thấy quân Trịnh mạnh quá nên không dám ngăn cản mà chỉ về bẩm tấu lại với Chu Hoàn vương. Nghe tin báo về, Chu Hoàn vương nổi giận định hưng binh đánh Trịnh nhưng nghe lời của Chu công Hắc Kiên nên ngậm bồ hòn làm ngọt và không nói đến chuyện đó nữa và chỉ sai người canh phòng cho thật cẩn thận. Tề Túc thấy nhà Chu không có động tĩnh gì nên cũng rút quân về, quan hệ giữa Chu và Trịnh từ đó mà ngày một xấu đi.
Năm 717 TCN, Trịnh Trang công mang quân đánh nước Trần báo thù việc Trần hợp binh với Tống và Vệ đánh mình. Ông đem quân đánh phá biên thùy nước Trần rồi theo kế của Tề Túc mà cử Dĩnh Khảo Thúc đi sứ nước Trần và trả lại các đồ đã cướp, Trần Hoàn công xem xong thư của Trịnh Trang công thì tỏ lòng kính phục và liền tiếp đãi Dĩnh Khảo Thúc, hai nước Trịnh và Trần xóa bỏ thù cũ.
Năm 713 TCN, Trịnh Trang Công theo lời của Tề Túc hẹn Tề Ly công và công tử Huy (公子翬) nước Lỗ hội binh đánh nước Tống. Vua Tề cử Di Trọng Niên (夷仲年) làm tướng cùng Lỗ và Trịnh họp binh ở Trung Khâu (中邱). Trịnh Trang Công cùng Công tử Lữ, Cao Cừ Di, Dĩnh Khảo Thúc, Công Tôn Át kéo đại binh dưới cờ hiệu để bốn chữ lớn: Phụng Thiên Thảo Tội (奉天討罪), rồi tất cả cùng kéo binh qua nước Tống. Công tử Huy đi trước đến đất Lão Thiêu (老挑), tướng giữ nơi đấy bị công tử Huy đánh cho một trận tơi bời phải bỏ thành mà chạy. Thắng được trận đầu công tử Huy liền báo tin cho Trịnh Trang công hay. Nghe tin báo về, Trịnh Trang công liền thúc quân thật nhanh đến Lão Thiêu hạ trại và khao thưởng cho ba quân. Sau đó, Trịnh Trang Công lệnh cho công tử Lữ hợp binh cùng công tử Huy đánh Cáo thành; lại sai Dĩnh Khảo Thúc và Công Tôn Át cùng đánh Phòng thành và cử Cao Cừ Di đem binh tiếp ứng, còn bản thân thì ở lại đất Lão Thiêu chờ tin.
Tống Thương công nghe tin ba nước Tề, Lỗ, Trịnh cử binh sang đánh thì lòng lo sợ, liền hỏi Khổng Phụ Gia (孔父嘉) cách đối phó. Khổng Phu Gia đã cử người đến triều Chu thám thính nhưng không có chuyện Chu Hoàn vương hạ lệnh để các chư hầu phạt Tống và nhận ra đây chính là mẹo của Trịnh Trang công để dối gạt chư hầu, ông liền bảo Tống Thương công cử người sang hối lộ nước Vệ và nước Sái để hai nước này đánh Trịnh. Tống Thương công thấy phải, liền cử Khổng Phụ Gia hợp binh cùng nước Vệ đánh Trịnh. Vệ Tuyên công sau khi nhận lễ vật liền sai Hữu Tể Xú (右宰醜) cùng Khổng Phụ Gia đi đường tắc kéo thẳng đến Huỳnh Dương (滎陽). Bị đánh bất ngờ, Thế tử Hốt cùng Tề Túc vội đóng cổng thành cố thủ, quân Vệ và Tống cướp giựt của cải ngoài thành rất nhiều. Hữu Tể Xú định thúc quân đánh thành nhưng Khổng Phụ Gia can rằng quân kéo đến đất Trịnh chẳng bao nhiêu, nếu Trịnh Trang Công quay về tiếp ứng thì rất bất lợi; liền bảo Hữu Tể Xú mượn đường nước Đái mà lẻn về nước. Hữu Tể Xú nghe theo liền sai người qua nước Đái mượn đường, nhưng nước Đái nghi ngờ Vệ và Tống âm mưu đánh úp nước mình nên không cho mượn đường và đóng chặt cửa ải. Khổng Phụ Gia nổi giận, liền cùng Hữu Tể Xú chia quân làm hai đạo đánh vào nước Đái, đồng thời cho người sang nước Sái mượn thêm quân đánh giúp. Quay lại trận chiến trên đất Tống, Dĩnh Khảo Thúc và Công Tôn Át đã phá được Cáo Thành và Phòng Thành. Trịnh Trang công lại nghe tin báo từ Thế tử Hốt liền vội truyền quân lui về nước, trước khi rời đi liền tặng hai thành vừa chiếm được cho nước Lỗ. Sau đó liên quân Tống-Vệ-Sái có bất hòa, Trịnh Trang công thừa cơ tiến vào diệt nước Đái, đánh bại liên quân Tống-Vệ-Sái.

## Bị Công Tôn Át dùng tên bắn chết
Năm 712 TCN, Trịnh Trang công hội với Lỗ Ẩn công ở đất Thời Lai (時來) bàn việc đánh nước Hứa. Đến ngày hẹn, Tề và Lỗ cùng tới đất Thời Lai để hội quân với Trịnh đi đánh Hứa. Trịnh Trang công tổ chức một cuộc duyệt binh để biểu dương sức mạnh quân Trịnh. Ông liền sai người làm một lá cờ bằng gấm mỗi bề dài một trượng hai, xung quanh có hai mươi bốn cái lục lạc bằng đồng và giữa lá cờ đề bốn chữ: "Phụng Thiên Thảo Tội", cán cờ dài hơn ba trượng và cắm trên một cỗ xe rất lớn. Trịnh Trang công truyền rằng nếu ai có thể cầm lá cờ này vừa đi vừa vẫy như chẳng có gì thì ông sẽ cho người đó được làm tướng tiên phong, đồng thời tặng một cỗ xe lớn. Lệnh vừa ban ra thì quan Đại phu Hà Thúc Doanh (瑕叔盈) xin được thử sức, ông dùng hai tay nâng cán cờ rồi cầm nó đi ba vòng và cắm lại vào chiếc xe. Hai bên quân sĩ liền vỗ tay rèo hò ầm ĩ, Hà Thúc Doanh đang tiến tới Trịnh Trang công nhận thưởng thì Dĩnh Khảo Thúc nói mình còn làm được hơn thế này. Dĩnh Khảo Thúc nói dứt lời, bước tới xăn tay áo nhổ cán cờ lên múa tít như múa một cây trường thương. Lá cờ lúc mở ra, lúc cuốn lại uốn theo chiều gió trông rất đẹp mắt. Ai trông thấy cũng phải kinh ngạc và tỏ lòng khâm phục. Trịnh Trang công khen Dĩnh Khảo Thúc là một hổ thần, rồi trao ấn tín tiên phong cùng xe cho ông. Công Tôn Át liền nói mình cũng có thể làm được như Dĩnh Khảo Thúc, dứt lời định nhảy lên giựt lấy lá cờ nhưng Dĩnh Khảo Thúc đã đánh xe chạy đi mất. Công Tôn Át đuổi theo không kịp, lúc trở về thì vẻ mặt lộ rõ sự tức giận. Vốn từ lâu Công Tôn Át không ưa gì Dĩnh Khảo Thúc, nay nhân vụ cầm cờ này mà gã lại càng thêm ghét ông. Trịnh Trang công thấy hai tướng tranh nhau như vậy là không ổn, liền tặng cho Công Tôn Át và Hà Thúc Doanh hai cỗ xe ngựa khác.
Tháng bảy năm ấy, Trịnh Trang công giao việc trìều chính cho Thế tử Hốt và cùng hai nước Tề và Lỗ tiến binh đánh Hứa. Tề Hy công lấy một tờ hịch kể tội nước Hứa không triều cống nhà Chu rồi ba nước cùng chia nhau vây thành. Nước Hứa là một nước nhỏ nhưng nhờ vua nước Hứa là một người nhân từ nên dân trong nước ai cũng đều mến yêu, họ ra sức cố thủ và khiến cho quân ba nước không thể phá nổi thành. Tề và Lỗ chỉ đánh cầm chừng, duy có Trịnh công thành rất dữ dội. Dĩnh Khảo Thúc xông lên phá vòng vây, một tay cầm cờ, một tay cầm thương trèo lên thành nước Hứa. Công Tôn Át trông thấy, sợ Dĩnh Khảo Thúc giành được công lao, gã bèn lắp tên bắn lén Dĩnh Khảo Thúc khiến ông bị té xuống đất và bỏ mạng. Hà Thúc Doanh đi sau tưởng Dĩnh Khảo Thúc bị quân Hứa bắn, bèn giật lấy cây cờ rồi nhảy lên thành hô lớn cho binh sĩ nước Trịnh xông vào. Quân Tề và Lỗ liền thúc quân cùng đánh mạnh vào, chiếm được thành nước Hứa. Vua nước Hứa liền bỏ chạy qua nước Vệ. Lấy được nước Hứa, Trịnh Trang Công chia nước Hứa ra làm hai. Một nửa giao cho Tân Thần (新臣, em của vua nước Hứa) và để Bách Lý (百里) phò tá, một nửa giao cho Công Tôn Hoạch (公孙獲) quản lý. Bề ngoài là giúp nước Hứa, nhưng thực chất bên trong là giám sát hoạt động để cai trị.
Trịnh Trang công về nước khao thưởng cho ba quân, nhưng trong lòng buồn bã vì cái chết của Dĩnh Khảo Thúc. Ông nghĩ mãi mà không biết ai đã bắn chết Dĩnh Khảo Thúc, bèn truyền bọn tướng sĩ làm lễ tế long trọng cho Dĩnh Khảo Thúc rồi đồng thời đọc văn tế nguyền rủa kẻ đã bắn chết ông. Công Tôn Át trông thấy cảnh tượng đó thì bịt miệng cười thầm. Lễ nguyền rủa cử hành được ba ngày thì bỗng có một người đầu bù tóc rối, chạy đến trước mặt Trịnh Trang công quỳ tâu:
"Tôi là Dĩnh Khảo Thúc. Lúc đánh nước Hứa, nhảy lên mặt thành thì bị tên gian thần Tử Đô hiềm việc giành xe nên đã bắn lén tôi. Tôi đã xin Thượng Đế bắt nó đền mạng. Xin Chúa công thấu rõ ẩn tình, thì dầu ở dưới suối vàng hồn tôi cũng được an ủi."
Nói xong, kẻ ấy lấy tay móc họng, máu tuông lai láng rồi ngã xuống đất chết ngay lập tức. Trịnh Trang công thất kinh, xem lại thì đó không phải người đàn bà mà lại là Công Tôn Át, ông liền cho người cứu chữa nhưng đã muộn. Nhờ việc đó Trịnh Trang công biết được người bắn Dĩnh Khảo Thúc chính là Công Tôn Át và ông đã nhập hồn vào thân xác của gã để thú nhận hết mọi việc. Cảm phục tài năng và khí tiết của Dĩnh Khảo Thúc, Trịnh Trang công cho người lập miếu ở Dĩnh Cốc (潁谷) để dân nước Trịnh thờ phụng ông.
Ngày nay ở thành phố Đăng Phong, tỉnh Hà Nam (cũng chính là Dĩnh Cốc trước đây), có một ngôi đền được gọi là "Dĩnh Đại Phu Miếu" (穎大夫廟) hay còn được biết dưới cái tên là "Thuần Hiếu Miếu" (純孝廟).

## Nhận định
Dĩnh Khảo Thúc là một người xuất chúng, văn võ kiêm toàn. Ngoài ra, Dĩnh Khảo Thúc còn là một người thẳng thắn và luôn đưa ra lời can gián Trịnh Trang công để ông không đưa ra những quyết định sai lầm. Có thể nói, Dĩnh Khảo Thúc chính là trường cột của nước Trịnh và là người có đóng góp to lớn giúp Trịnh Trang công trở thành bá chư hầu thời kỳ đầu Xuân Thu. Nếu không vì Công Tôn Át ghen tài thì có lẽ sự nghiệp lẫy lừng của ông còn có thể kéo dài hơn nữa.
Người đời sau xem Dĩnh Khảo Thúc như một tấm gương để học theo, từ cách ông làm việc cho đến tính cách và đức độ của ông. Câu chuyện Dĩnh Khảo Thúc giúp Trịnh Trang công và Vũ Khương nối lại tình mẹ con đã trở thành bài học cho lòng hiếu thảo đối với cha mẹ.

## Trong văn học
Dĩnh Khảo Thúc là nhân vật được đề cập trong tiểu thuyết Đông Chu Liệt Quốc, ông xuất hiện từ hồi 4 đến hồi 7.